# Юнармія
Юнармія (рос. Юнармия) — російська молодіжна військово-патріотична мілітарна організація. Заснована Міністерством оборони Російської Федерації у 2016 році. До складу організації входять школярі віком від 8 років. Окрім Росії, відділення «Юнармії» існують у Вірменії, Таджикистані, невизнаній Абхазії, а також на тимчасово окупованих Росією територіях України. Членів «Юнармії» — юнармійців — навчають користуватися різними видами зброї, водять на екскурсії до військових частин; серед них проводиться пропаганда ідеології «російського світу». «Юнармія» часто порівнюється з молодіжними організаціями в нацистській Німеччині — Гітлер'югендом та радянськими піонерами й комсомолом.

## Історія

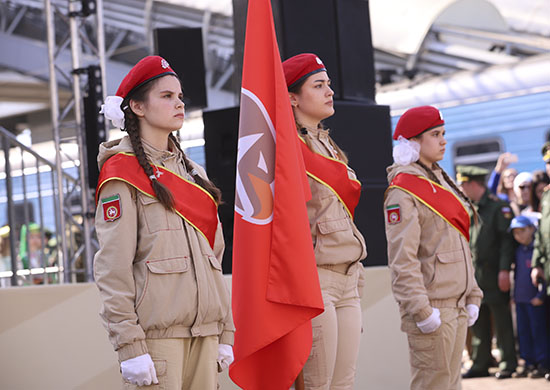
Дівчата-юнармійки в уніформі «Юнармії». Казань, 2019

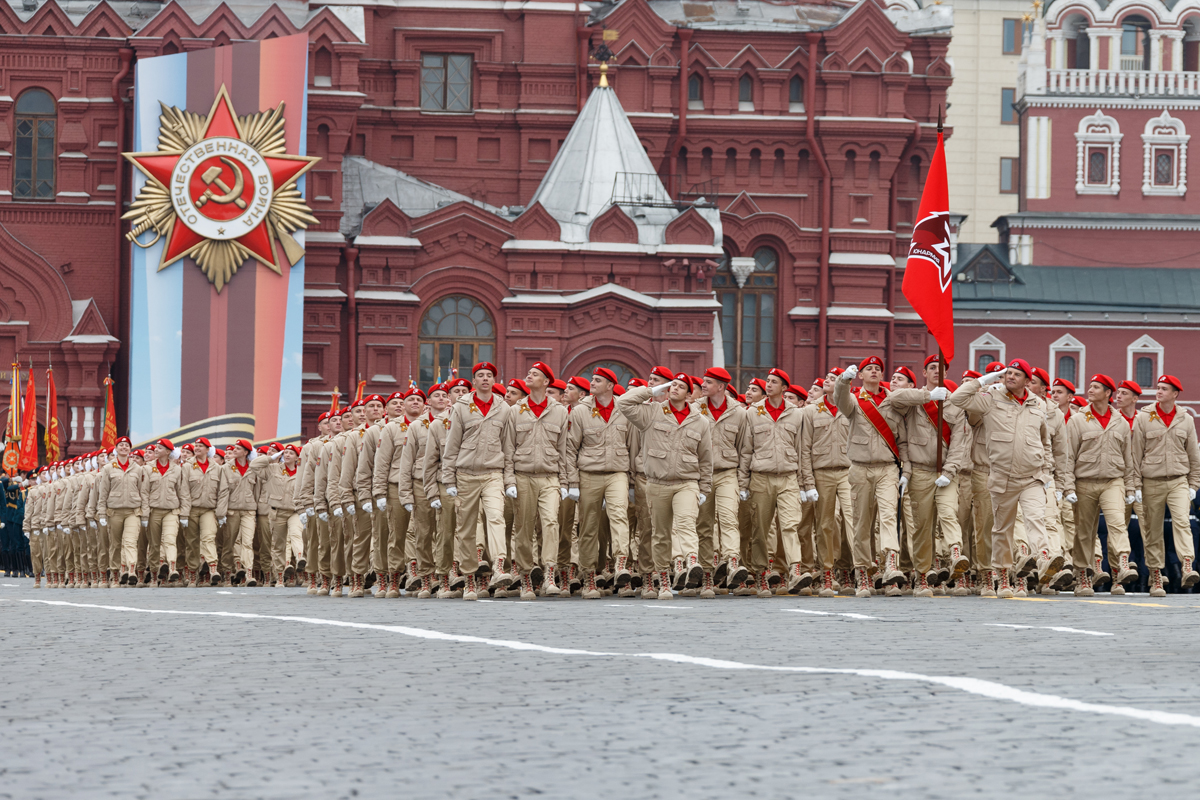
Загін «Юнармії» на параді до Дня Перемоги в Москві, 9 травня 2019

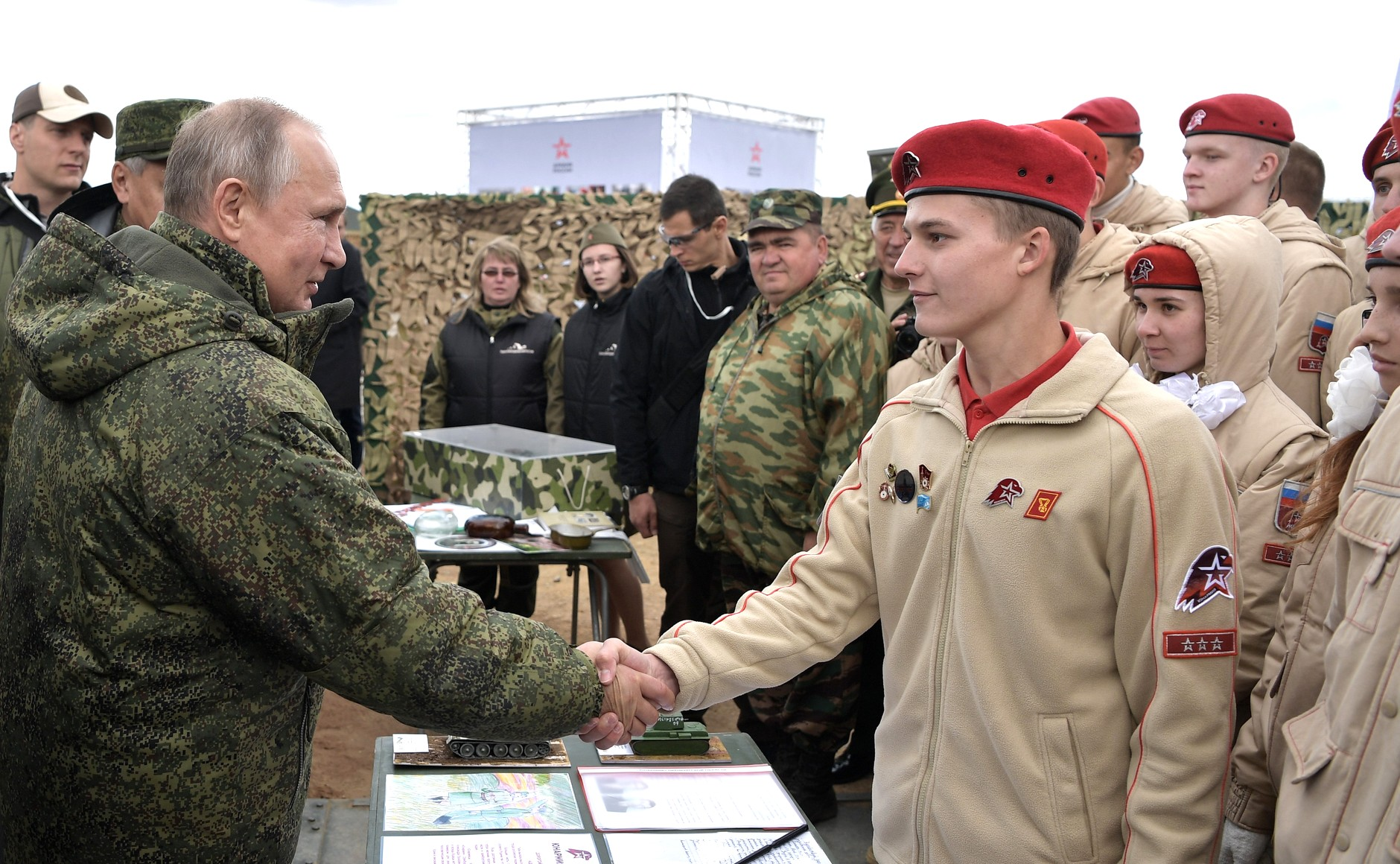
Президент Росії Володимир Путін з юнармійцями, липень 2019

У січні 2016 року за ініціативною міністра оборони Росії Сергія Шойгу було створено організацію «Юнармія». 28 травня того ж року був затверджений її статут, а 29 червня її було офіційно зареєстровано як громадську організацію.
Організація існує під патронатом Міністерства оборони Російської Федерації. Співзасновниками «Юнармії» є Добровільне товариство співпраці армії, авіації та флоту Росії, Ветеранська громадська організація Збройних Сил Росії, Центральний спортивний клуб Армії, а також Валентина Терешкова і Валерій Востротін.
До організації можуть вступити діти та підлітки, яким виповнилося 8 років.
«Юнармія» має власні друковані органи — газету «Юнармія» та журнал «Юнармієць».
Членів організації — юнармійців — навчають користуватися різними видами зброї, стріляти, а також тактичній та стройовій підготовці. Їх водять на екскурсії до військових частин. Крім того, серед юнармійців ведуть активну російську пропаганду, їм насаджують неоімперську рашистську ідеологію «російського світу».
20 березня 2022 року Головне управління розвідки Міністерства оборони України повідомило, що Росія має намір відправити 17-18-річних юнармійців брати участь у російському вторгненні в Україну, та опублікувало відповідний наказ.
У зв'язку з російським вторгненням в Україну в 2022 році, 21 липня 2022 року Європейський Союз запровадив санкції проти «Юнармії».

## Організація за межами Росії
Окрім Росії, відділення «Юнармії» існують у Вірменії, Таджикистані, невизнаній Республіці Абхазія.
Так звані «відділення» «Юнармії» існують і на окупованих Росією територіях України. Зокрема, в тимчасово окупованій Автономній Республіці Крим у 2019 році було створено «відділ» цієї організації. Того ж року схожі структури під назвою «Молода гвардія — Юнармія» з'явилися у невизнаних так званих «Донецькій» та «Луганській народних республіках». Однією з цілей руху на окупованих територіях України є мілітаризація молодого покоління та насадження йому ідеології «російського світу».
16 грудня 2021 року Генеральна асамблея Організації Об'єднаних Націй ухвалила Резолюцію «Ситуація з правами людини в тимчасово окупованій Автономній Республіці Крим та м. Севастополь, Україна», в якій закликала Російську Федерацію припинити мілітаризацію українських дітей у тимчасово окупованих Криму та Севастополі, у тому числі за участі організації «Юнармія», та висловила занепокоєння щодо цього факту.

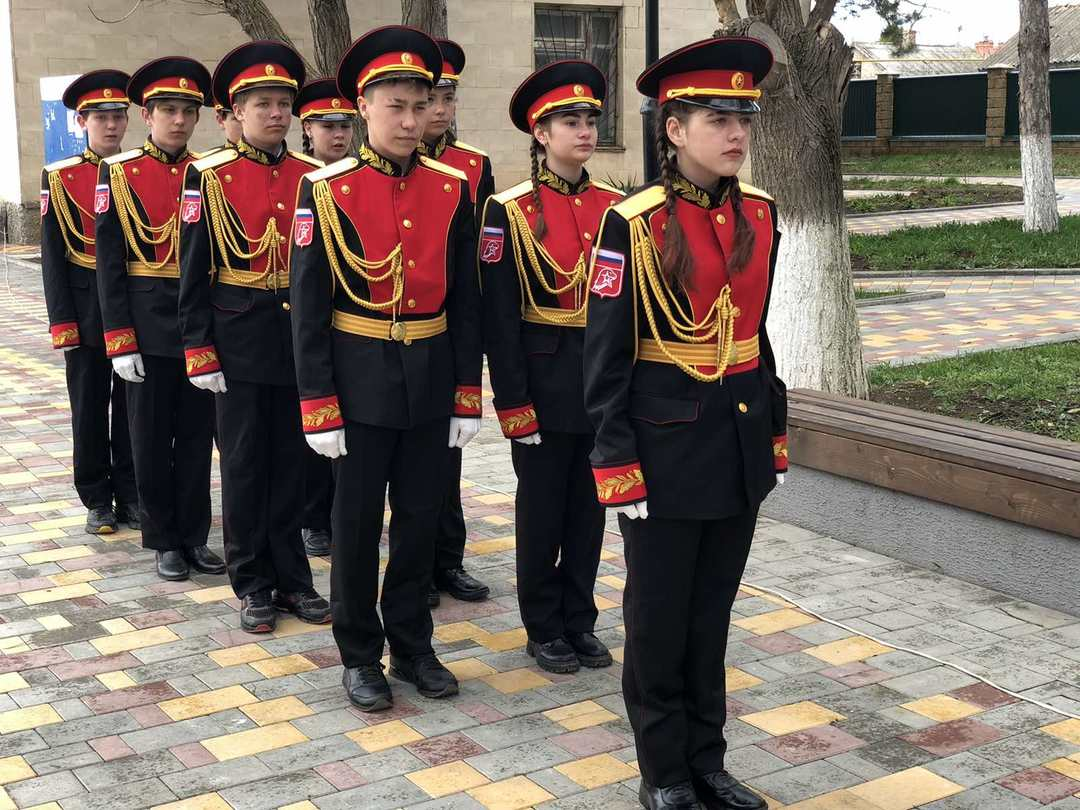
Юнармійці села Іванівка Сакського району тимчасово окупованої АР Крим, 2022

Після початку російського вторгнення в Україну в 2022 році «відділення» «Юнармії» були створені на окупованих тоді територіях України. Зокрема, в червні 2022 року «Юнармію» почали формувати в майже повністю зруйнованому ЗС Росії Маріуполі: тоді до «організації» вступили перші 9 підлітків. Восени 2022 року осередки «юнармії» створили в м. Генічеськ (ТОТ Херсонської області, відповідає росіянин Серафим Іванов, завезений зі Санкт-Петербурга) та в м. Мелітополь (ТОТ Запорізької області, відповідає Андрій Чуйков). У лютому 2023 року окупанти відзвітували про «присягу» перших дітей на тимчасово окупованих територіях в дитячому мілітарному русі.
На тимчасово окупованих теренах України організацією керують: Сергій Гаврильчук (ТОТ АР Крим), Сергій Молчанов (ТОТ м. Севастополь), Фідаїль Бікбулатов (ТОТ Запорізької області), Серафім Іванов (ТОТ Херсонської області) на кінець 2023 року.

## Чисельність
У вересні 2017 року кількість членів організації становила близько 140 тисяч осіб, у травні 2018 — близько 230 тисяч осіб, у 2019 — близько 300 тис.

## Оцінки
- У суспільстві, зокрема країнах Заходу та Україні, «Юнармія» порівнюється з молодіжною військовою мілітарною організацією Націонал-соціалістичної робітничої партії Німеччини — Гітлер'югендом[6][9][14][21].

## Керівництво
Голова Генерального штабу «Юнармії»:
- Труненков Дмитро В'ячеславович (2016—2018)
- Романенко Роман Юрійович (2018—2020)
- Нагорний Микита Володимирович (з 2020) — гімнаст, олімпійський чемпіон

Офіційним наставником «Юнармії» з лютого 2018 року є російський письменник та публіцист Микита Михалков.

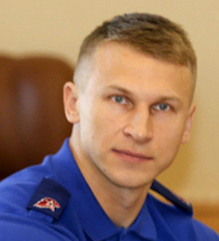
Дмитро Труненков
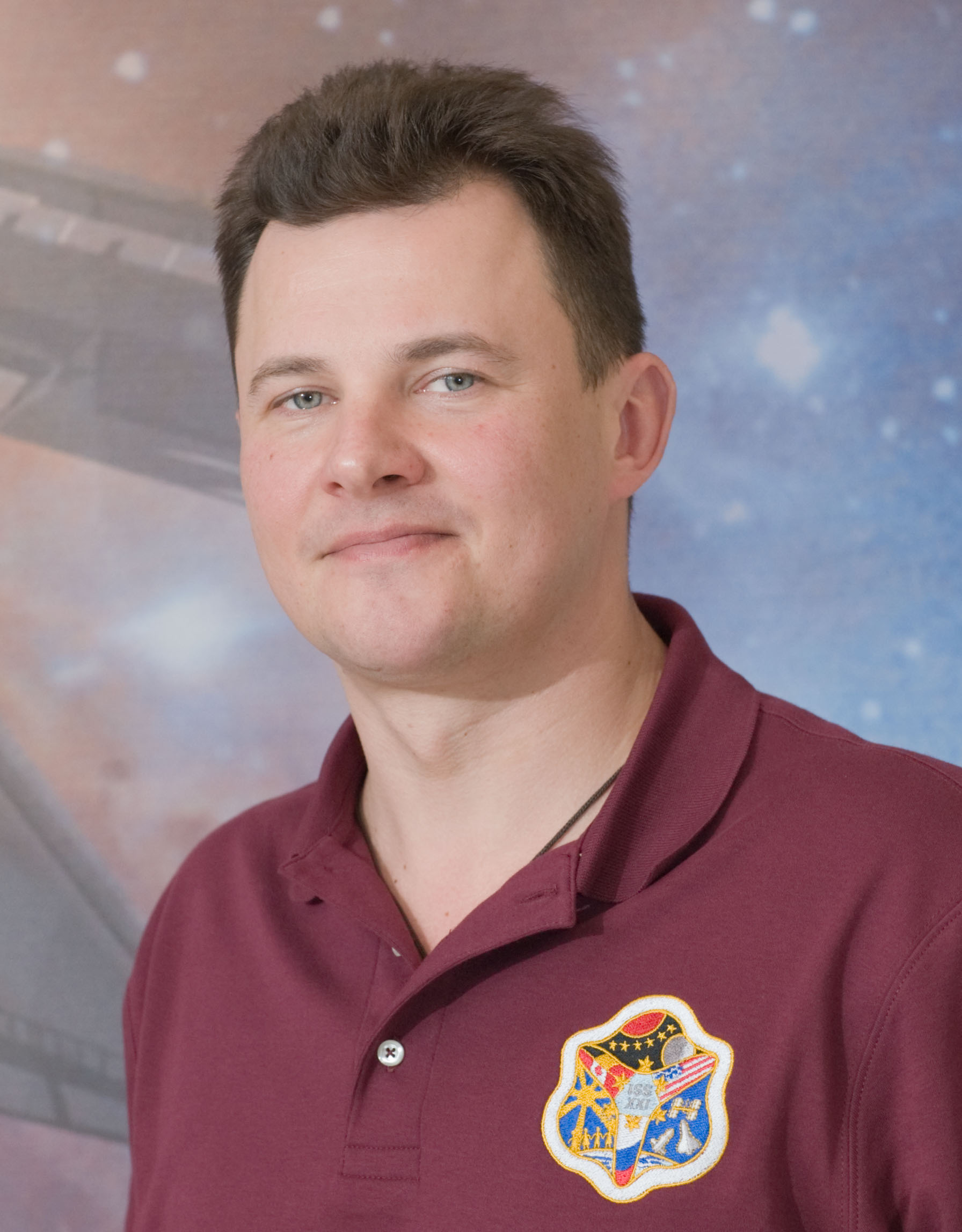
Роман Романенко
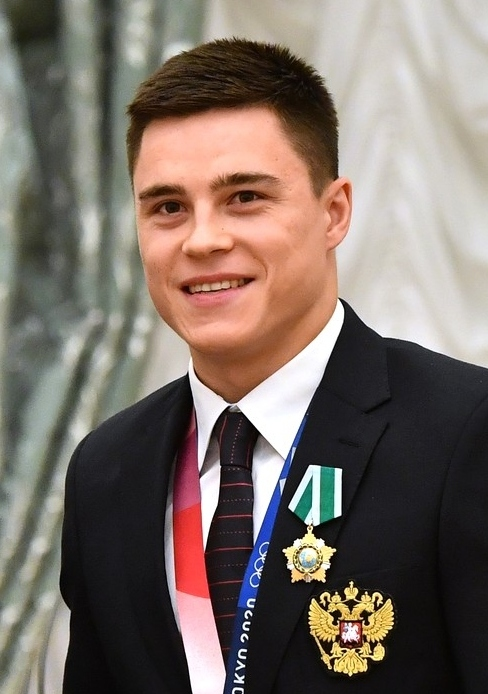
Микита Нагорний
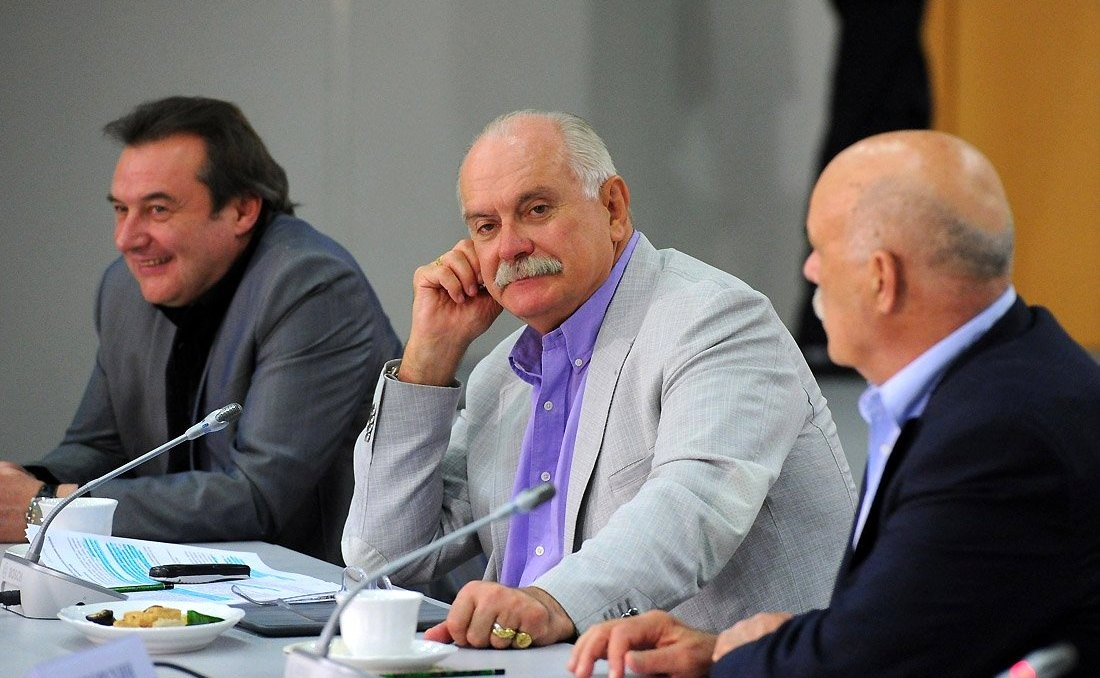
Микита Михалков, наставник «Юнармії»